# Выборы в Законодательное собрание Адена (1964)
Выборы в законодательный Совет в колонии Аден состоялись 16 октября 1964 года.

## Фон
Выборы изначально были запланированы на 1962 год, но после того, как их отложили, они проходили на фоне многочисленных беспорядков; политических задержаний, были запрещены общие и публичные встречи. Основные политические партии, в том числе народно-Социалистическая партия (ПСП), все бойкотировали выборы.
В общей сложности 48 кандидатов оспаривали 16 выборных мест.

## Результаты
Несмотря на бойкот, явка избирателей составила 76 %. человек, заключенных в 1963 за теракт в Аэропорту олучил 98 % голосов в округе, и 14 из 16-ти избранных членов Совета успешно потребовали, чтобы он вышел из тюрьмы и заседал в совете. Зейн Baharoon сначала продолжал быть главным министром, но был заменен на членом ПСП Абдулкави Маккави в марте 1965 года.